# 海米斯米利亞納
36°16′N 2°13′E / 36.267°N 2.217°E

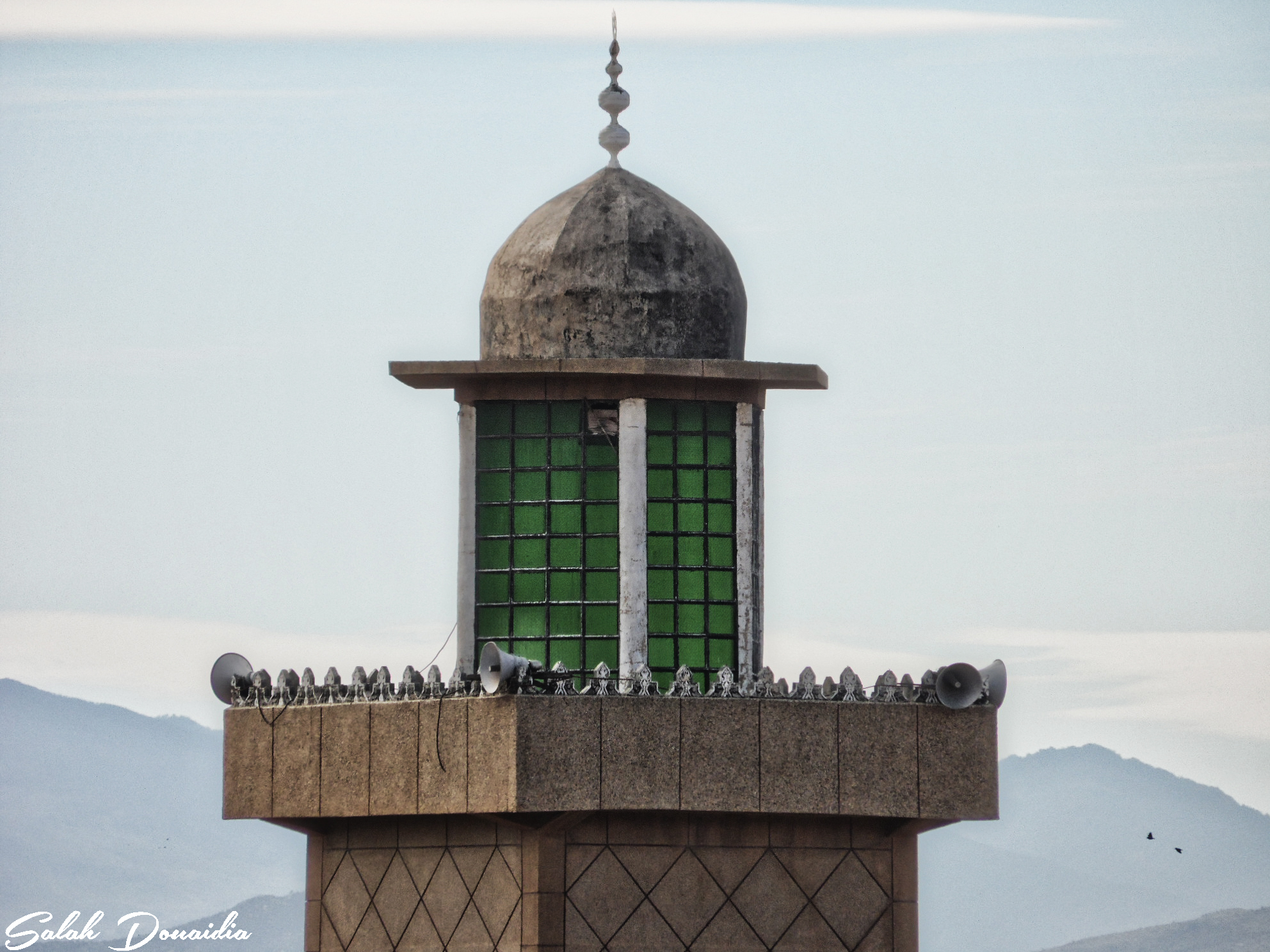

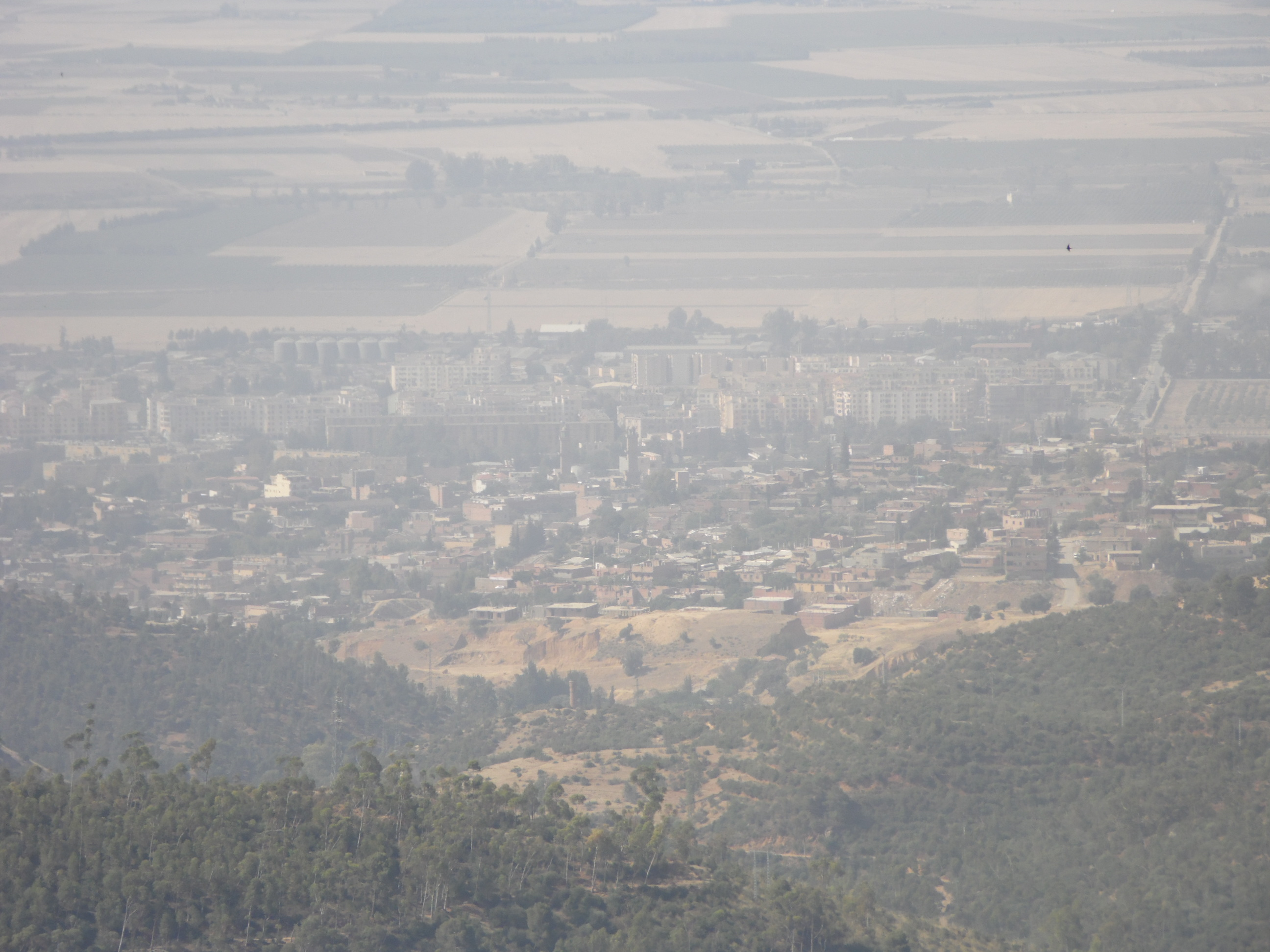

海米斯米利亞納（阿拉伯语：‎），是阿爾及利亞的城鎮，位於該國北部艾因迪夫拉省，是海米斯米利亞納區的首府，面積58平方公里，2008年人口84,574，人口密度每平方公里1,458人。